# Danser (revue)
Pour les articles homonymes, voir Danser.
Danser est une revue culturelle de la presse française spécialisée dans l'actualité de toutes les formes de danse.

## Historique
Le premier numéro de Danser paraît en avril 1983. Le magazine est entièrement consacré à la danse, qu'elle soit classique, moderne ou contemporaine. En juin 2006, la formule de Danser change pour donner une part plus grande à l'actualité de la danse et des spectacles.
En avril 2008, Danser fête ses 25 ans d'existence et exactement 275 numéros parus.

## Principaux journalistes

### Rédacteurs en chef
- Jean-Claude Diénis (1985-2004)
- Agnès Izrine (2004-2013)

### Collaborateurs de la revue
- Marie-Christine Vernay